# Trox dhaulagiri
Trox dhaulagiri is een keversoort uit de familie beenderknagers (Trogidae). De wetenschappelijke naam van de soort is voor het eerst geldig gepubliceerd in 1972 door Paulus.